# Liethöhle und Bachschwinde des Wäschebaches
Liethöhle und Bachschwinde des Wäschebaches este o arie protejată (arie specială de conservare — SAC, sit de importanță comunitară — SCI) din Germania întinsă pe o suprafață de 23,9 ha, integral pe uscat.

## Localizare
Centrul sitului Liethöhle und Bachschwinde des Wäschebaches este situat la coordonatele 51°26′05″N 8°22′50″E / 51.4347°N 8.3806°E.

## Înființare
Situl Liethöhle und Bachschwinde des Wäschebaches a fost declarat sit de importanță comunitară în martie 2001 pentru a proteja 1 specie de animale. Situl a fost protejat și ca arie specială de conservare în iunie 2003.

## Biodiversitate
Situată în ecoregiunea continentală, aria protejată conține 2 habitate naturale: Pajiști uscate seminaturale și facies de acoperire cu tufișuri pe substraturi calcaroase (Festuco-Brometalia) (* situri importante pentru orhidee), Peșteri inaccesibile publicului.
La baza desemnării sitului se află o specie protejată de  amfibieni: triton cu creastă (Triturus cristatus).
Pe lângă speciile protejate, pe teritoriul sitului au mai fost identificate 1 specie de amfibieni.